# Westport (Pensilvania)
Westport es un área no incorporada ubicada en el condado de Clinton en el estado estadounidense de Pensilvania. 

## Geografía
Westport se encuentra ubicada en las coordenadas 41°18′06″N 77°50′25″O / 41.30167, -77.84028.